# نمانیا یوویچ
نمانیا یوویچ (صربی: Nemanja Jović؛ زادهٔ ۸ اوت ۲۰۰۲) بازیکن فوتبال اهل صربستان است.
وی همچنین در تیم‌های ملی فوتبال زیر ۲۱ سال صربستان و صربستان بازی کرده‌است.